# 1666年新法蘭西人口普查
1666年新法蘭西人口普查是在今加拿大境內的第一次人口普查，也是整個北美的第一次人口普查。總人口共有3215人。